# Pernasaari (ö i Päijänne-Tavastland)
Pernasaari är en ö i Finland. Den ligger i sjön Asikkalanselkä och i kommunen Asikkala i den ekonomiska regionen  Lahtis ekonomiska region  och landskapet Päijänne-Tavastland, i den södra delen av landet, 120 km norr om huvudstaden Helsingfors. Öns area är 46,9 hektar och dess största längd är 1 kilometer i öst-västlig riktning.